# Gammelgården, Ingå
Gammelgården är ett hembygdsmuseum i Ingå. Gammelgården i centrala Ingå kyrkby visar upp över 20 byggnader från förr. Museet grundades 1936 i samband med Ingå kommuns 600-årsjubileum. Byggnaderna har flyttats från olika delar av Ingå. Den ståtliga manbyggnaden från Illans by är byggd 1772 och donerades 1938 av ägarna till Fagervik gård, Erik Hisinger-Jägerskiöld och Rafael von Frenckell. En gammal skolbyggnad fungerar som utställnings- och möteslokal. De omfattande föremålssamlingarna inklusive bild- och textilsamlingar anknyter till byggnadernas inredning och bl.a. till fiske och jordbruk. Gammelgårdens främsta förgrundsgestalter är Ola Westman och Björn Hildén samt på senare år Nils Kevin. Museet ägs av Ingå kommun men verksamheten sköts i huvudsak av Ingå musei- och hembygdsförening r.f.

## Bilder

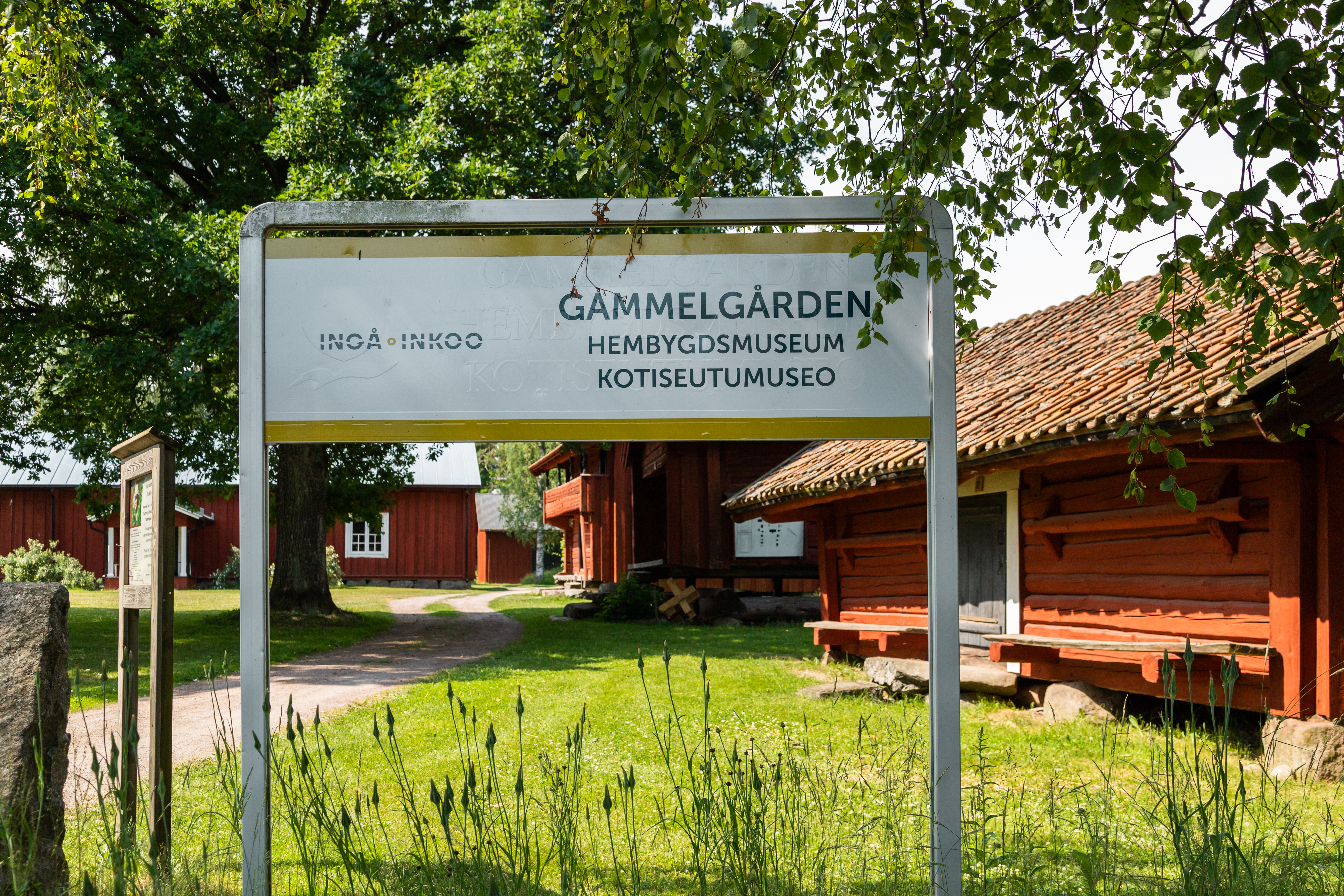
Gammelgårdens skylt
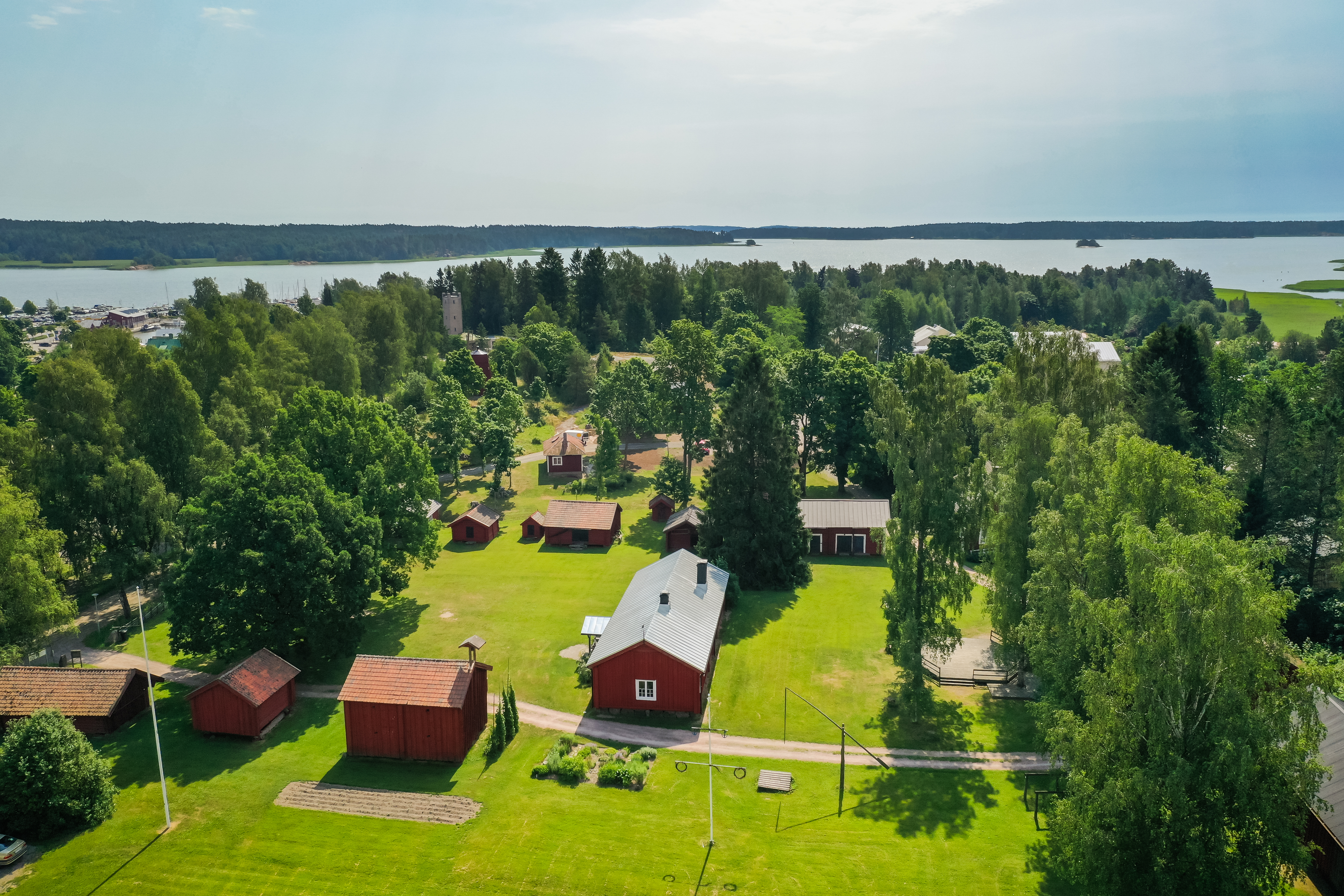
Gammelgården från norr med Kyrkfjärden i bakgrunden (2021)
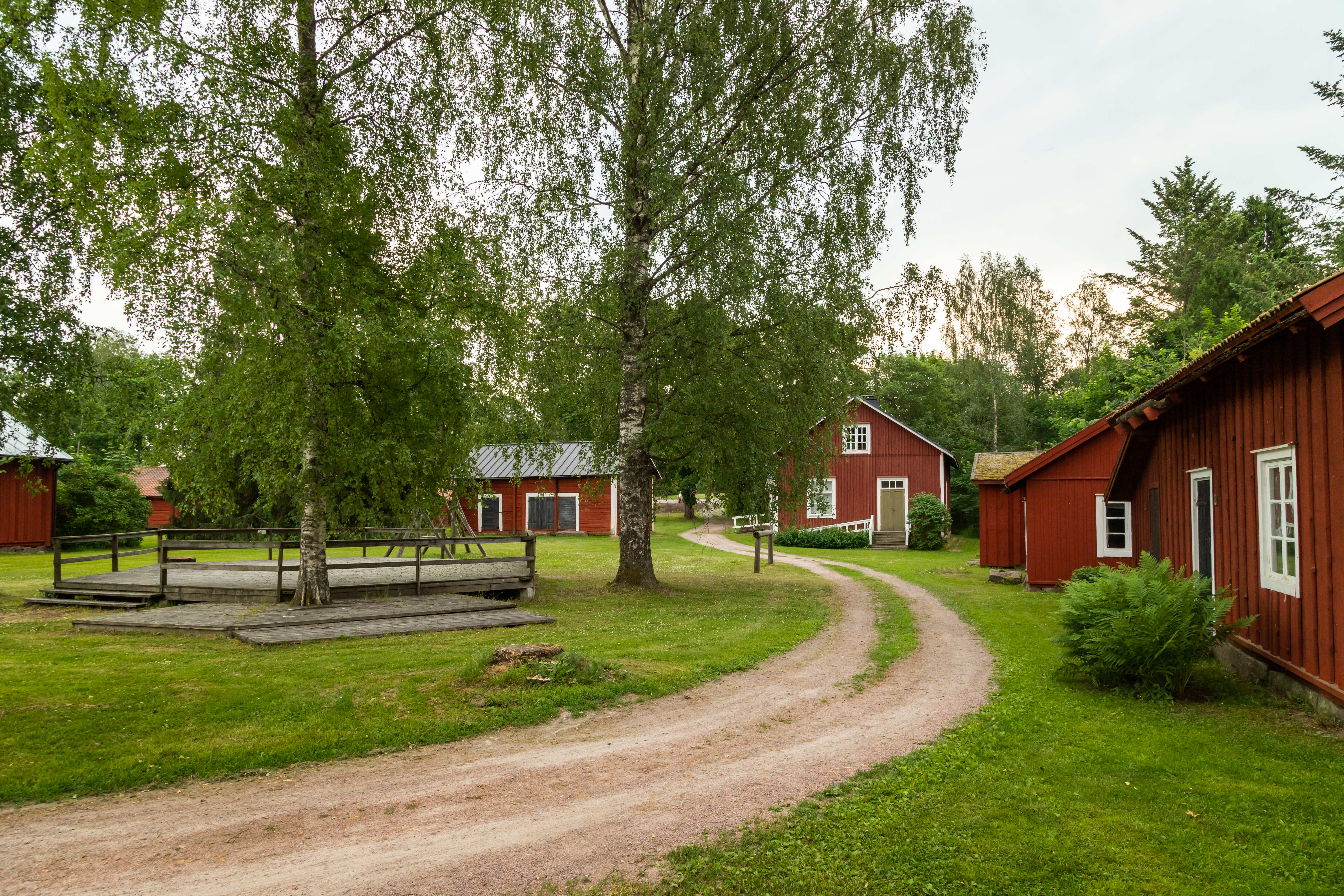
Innergården av Gammelgården (2021)
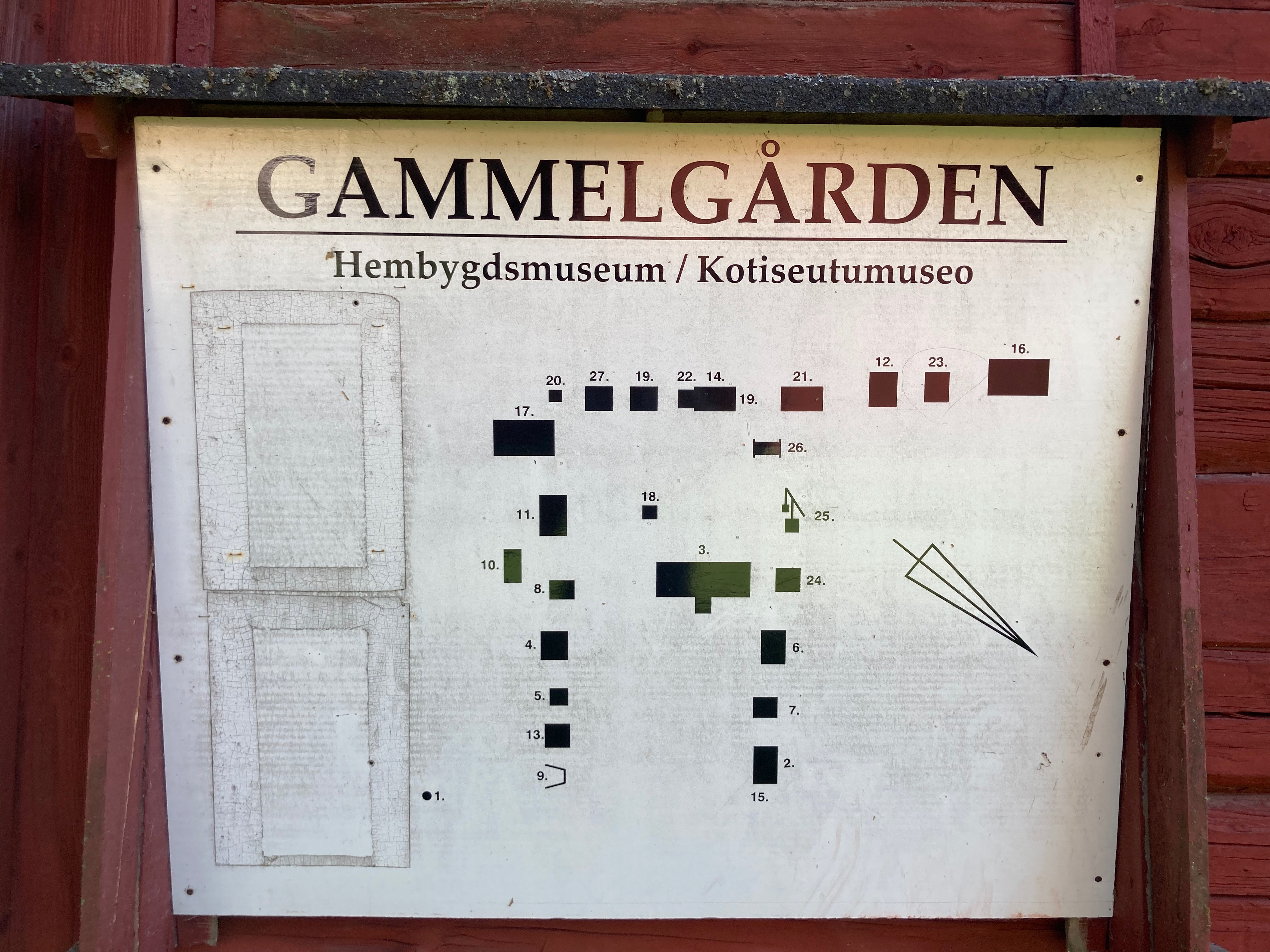
Karta över byggnaderna vid Gammelgården
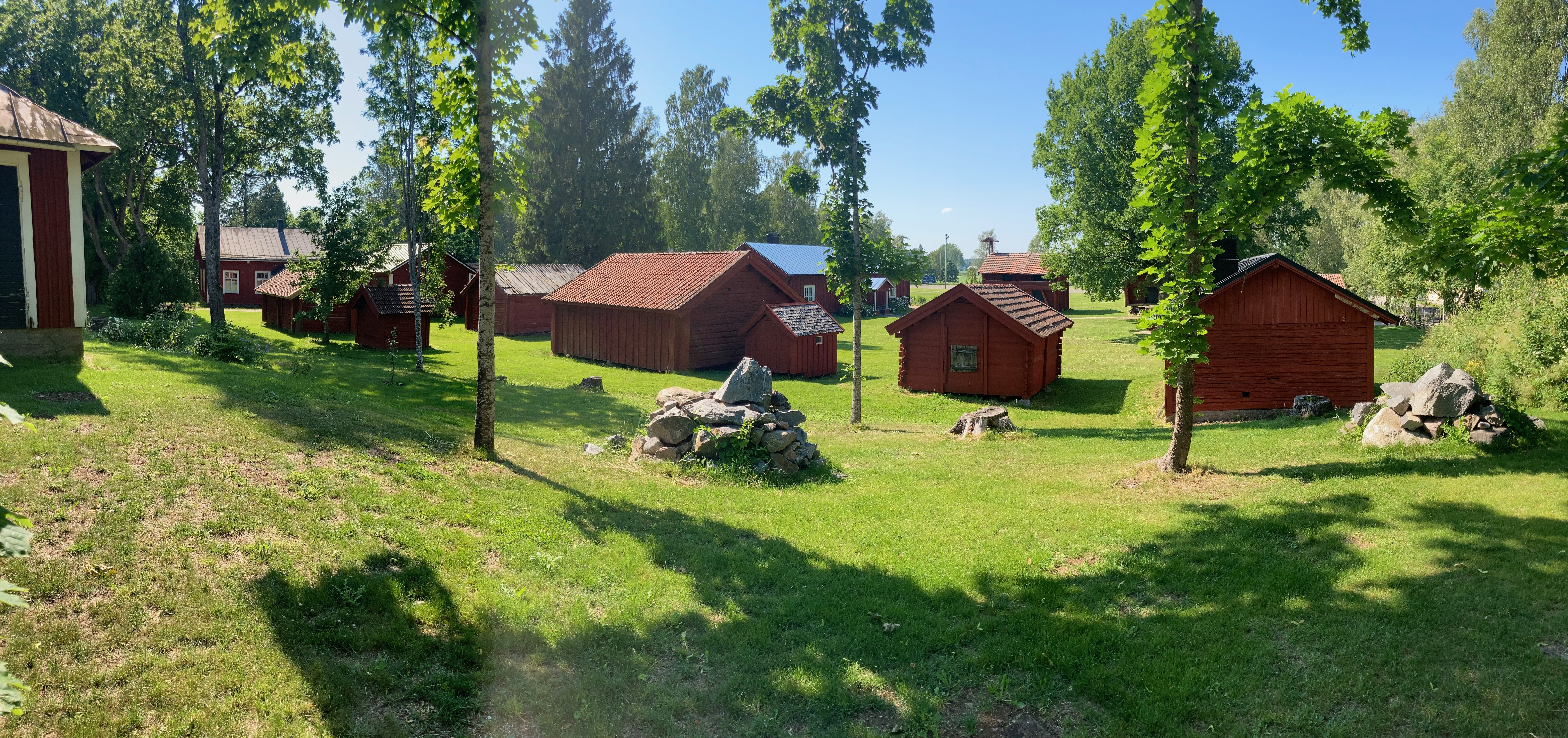
Gammelgården från söder (2021)
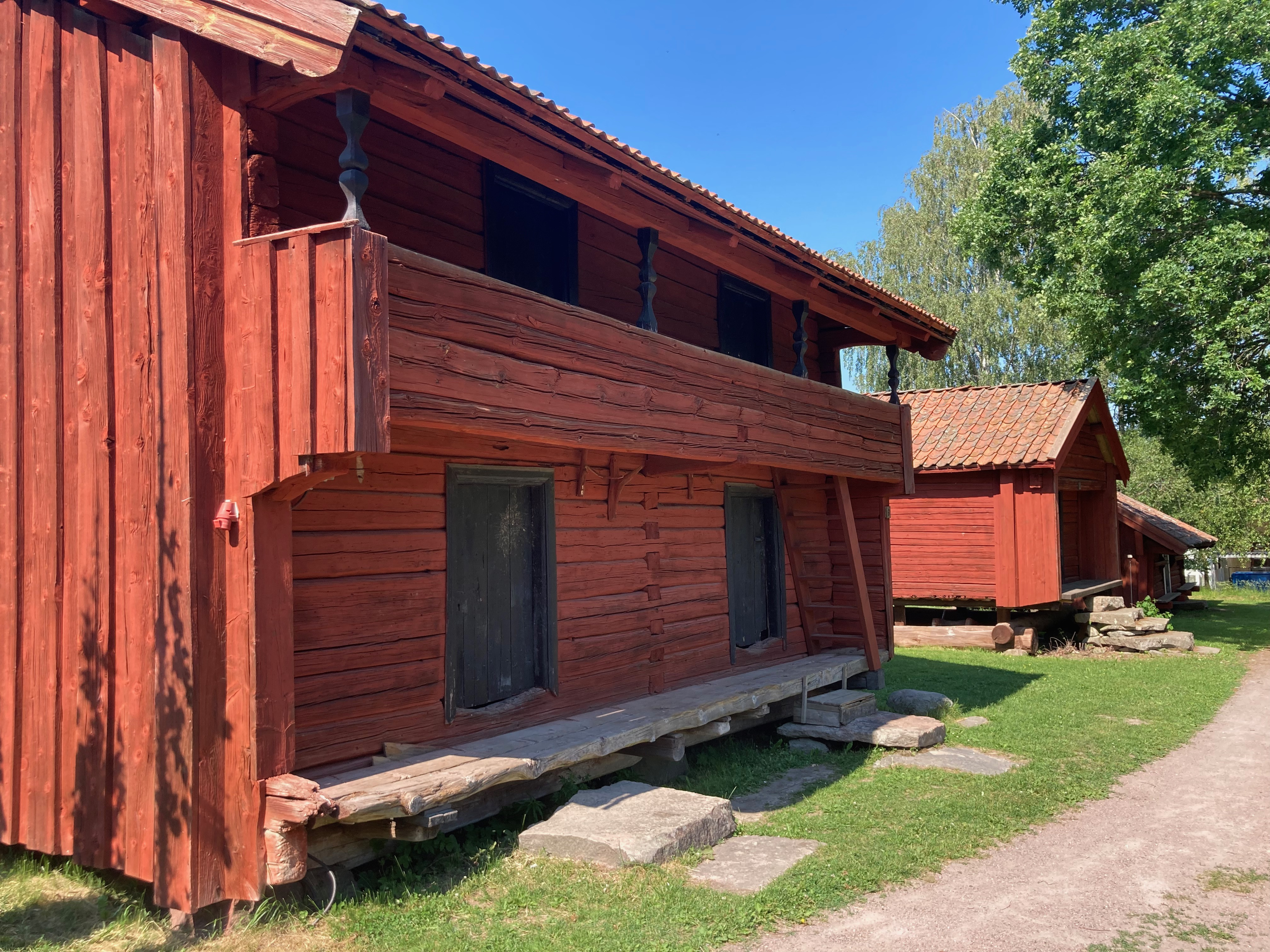
En av över 20 byggnader vid Gammelgården (2021)
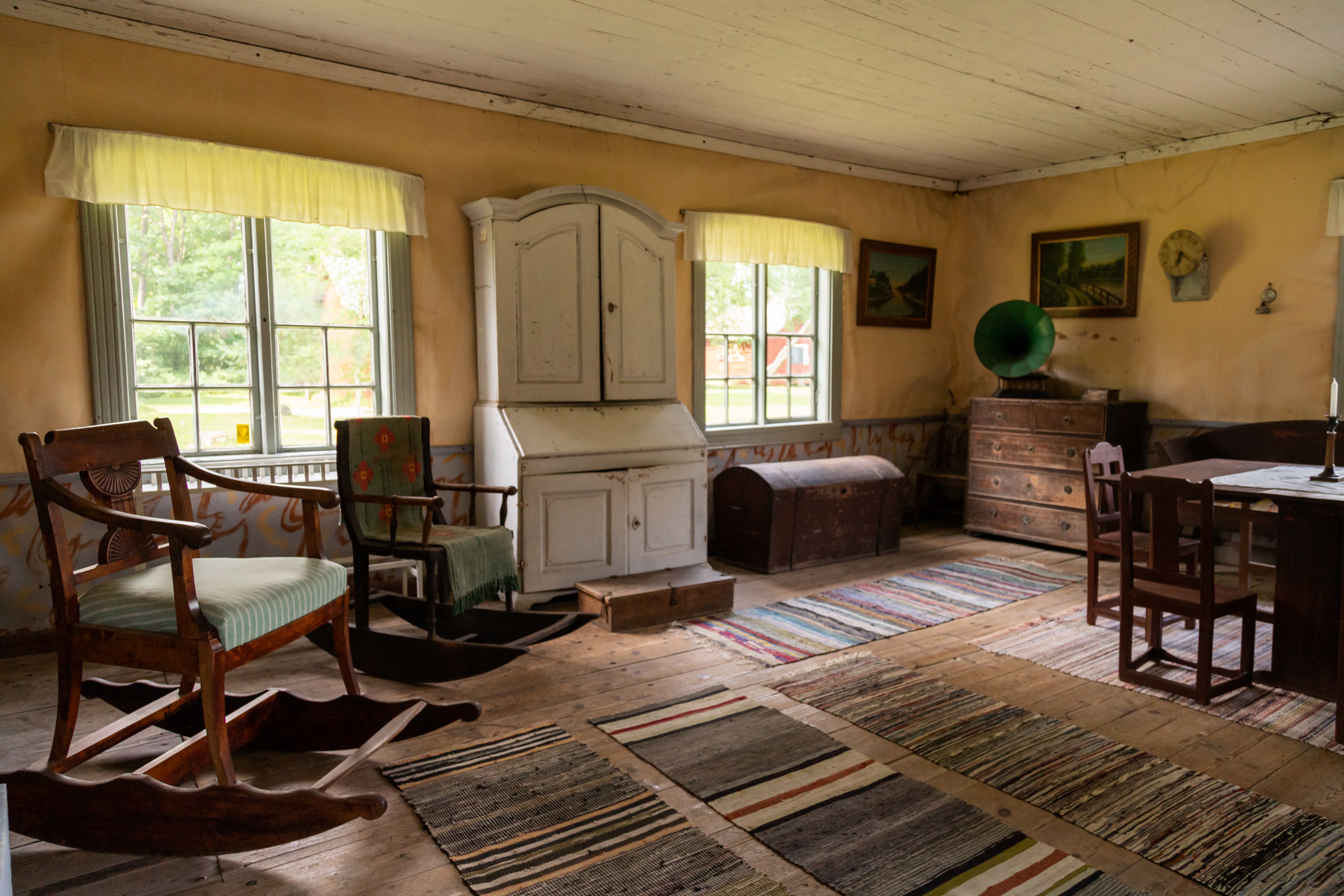
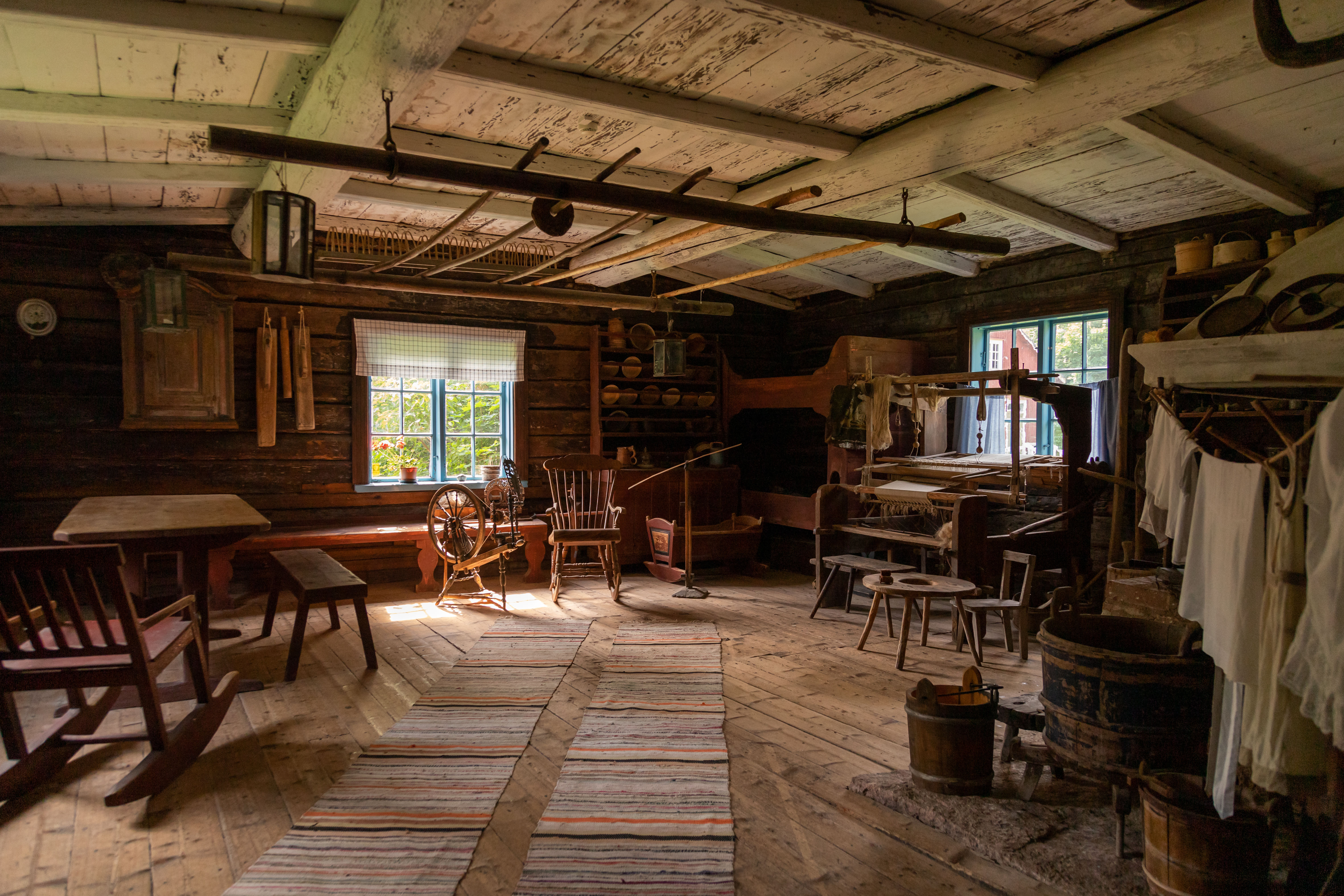
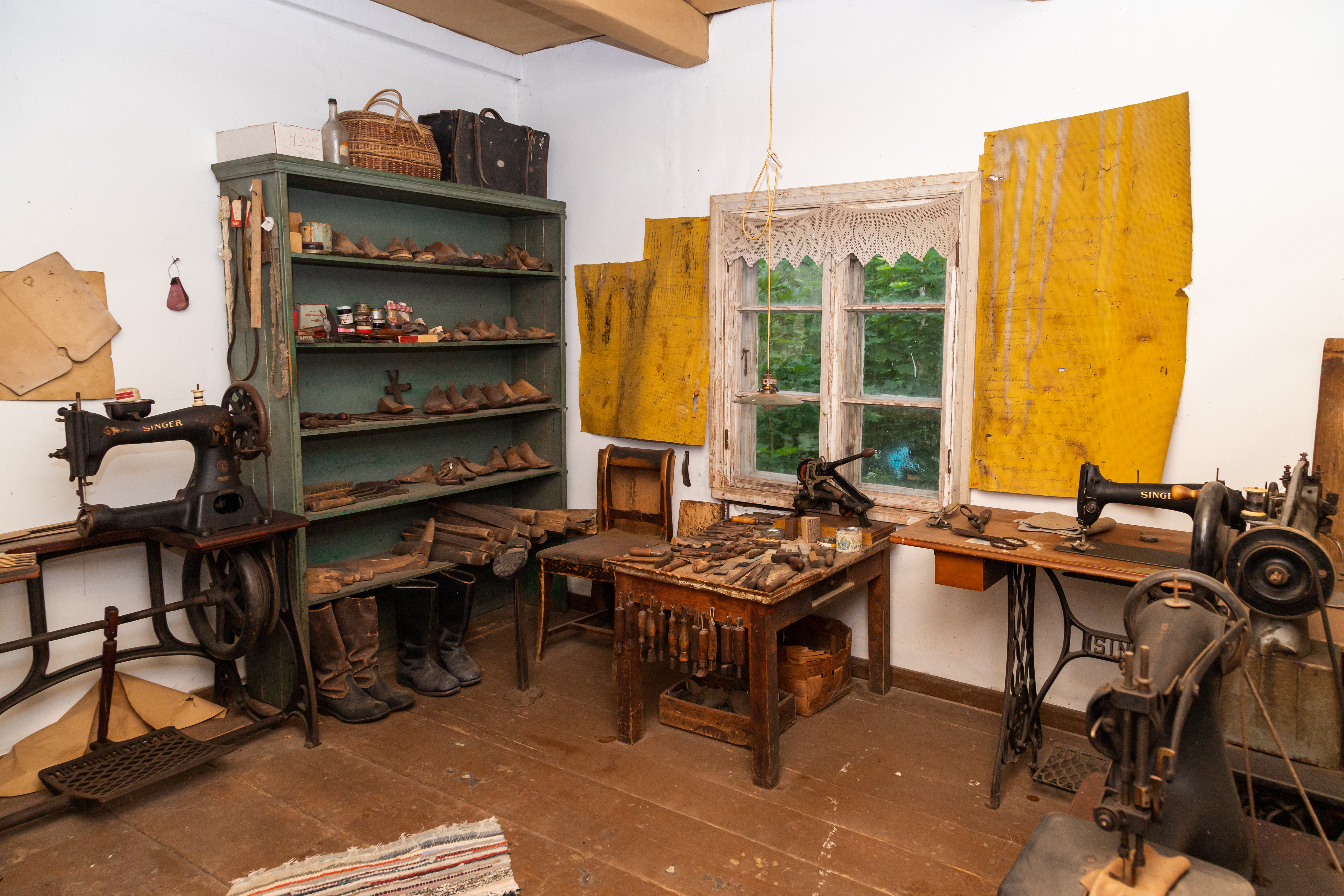
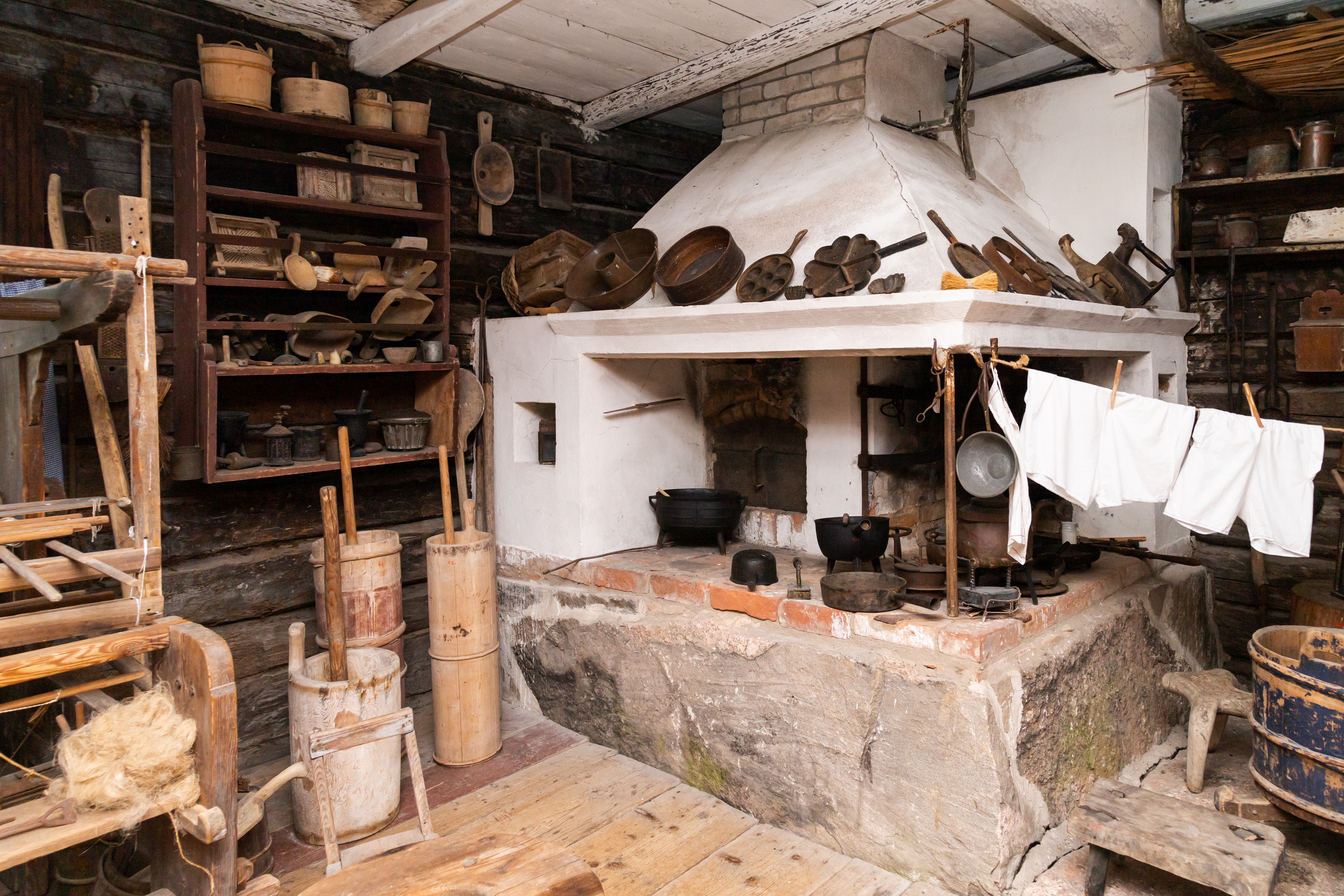
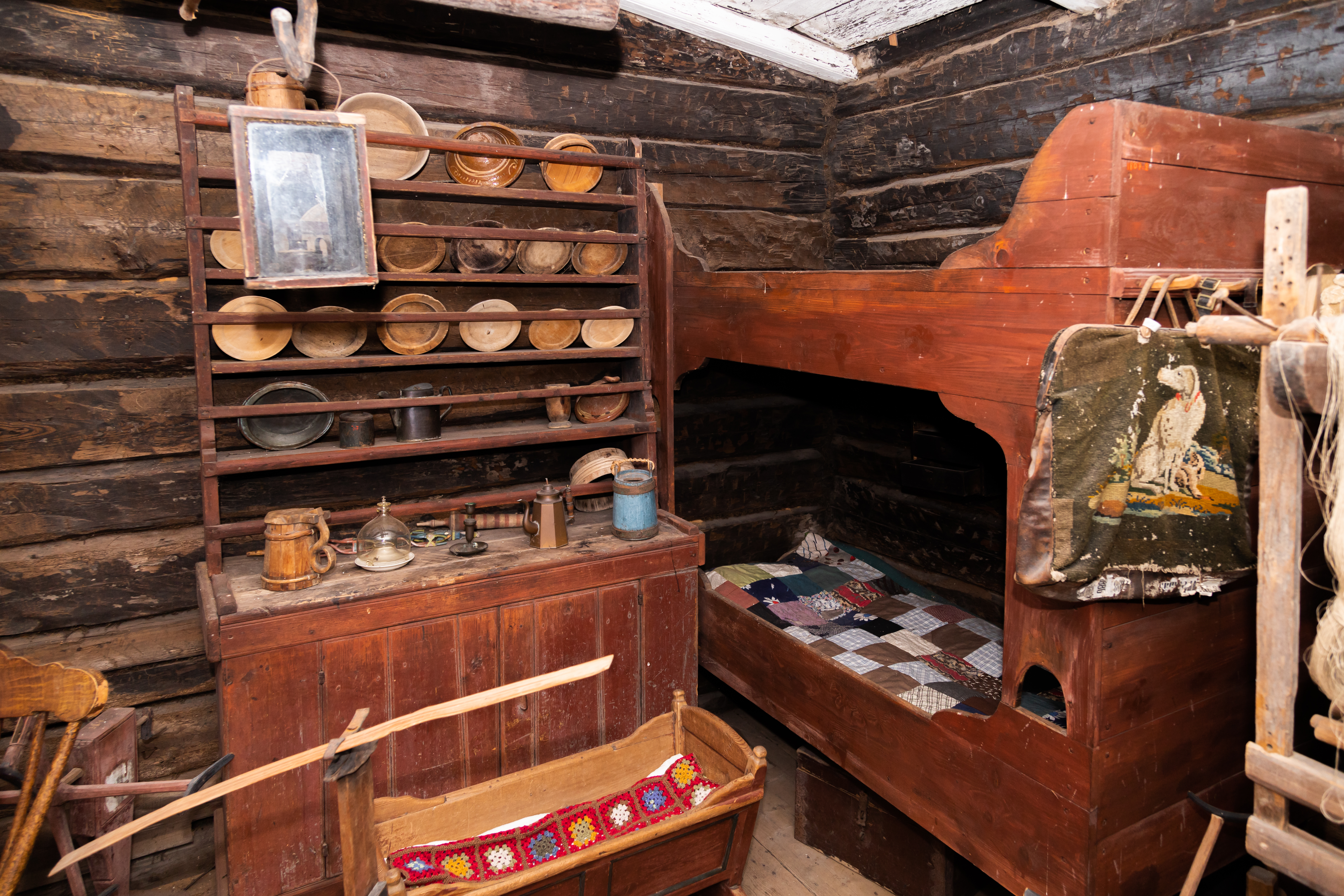
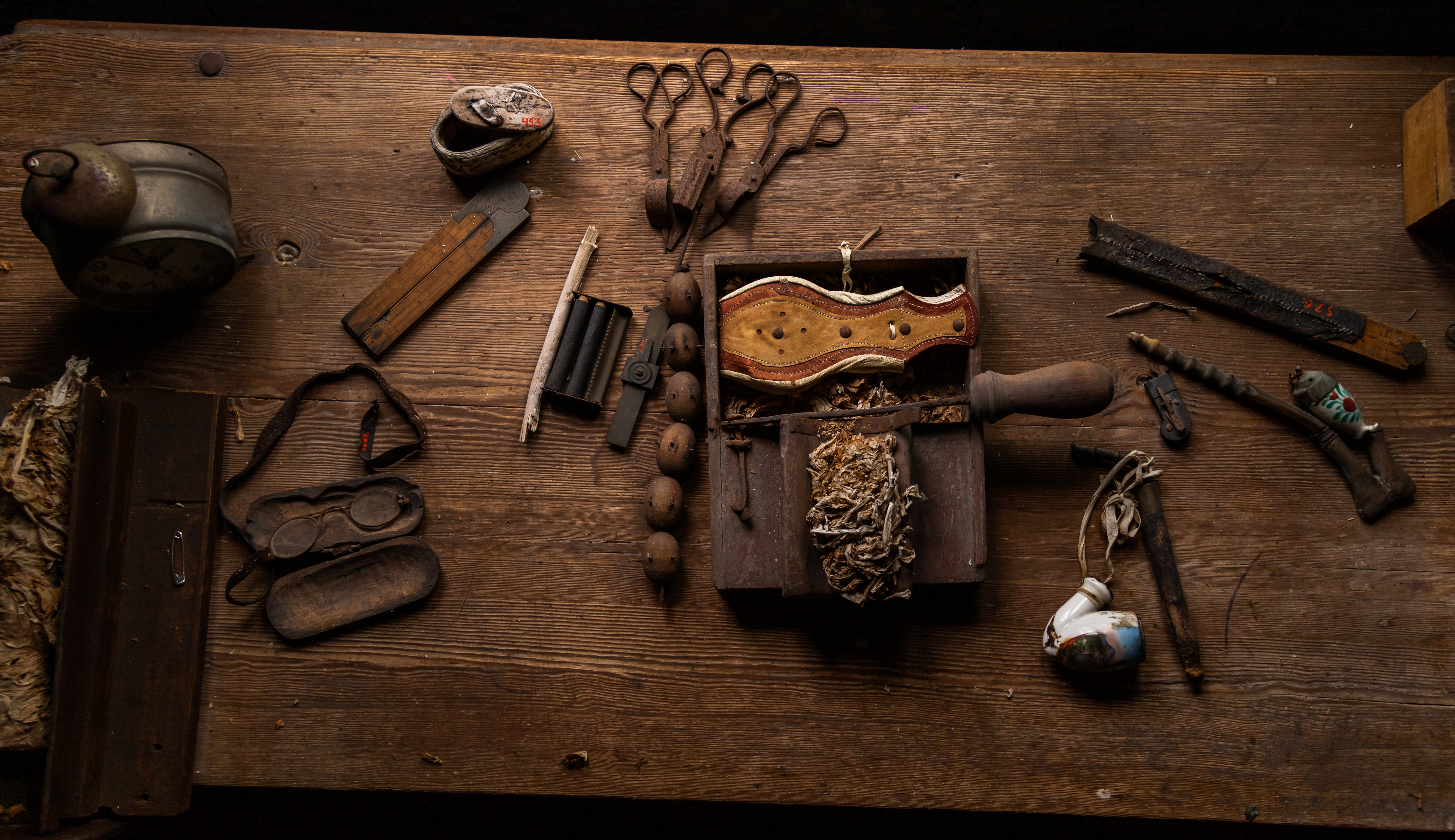
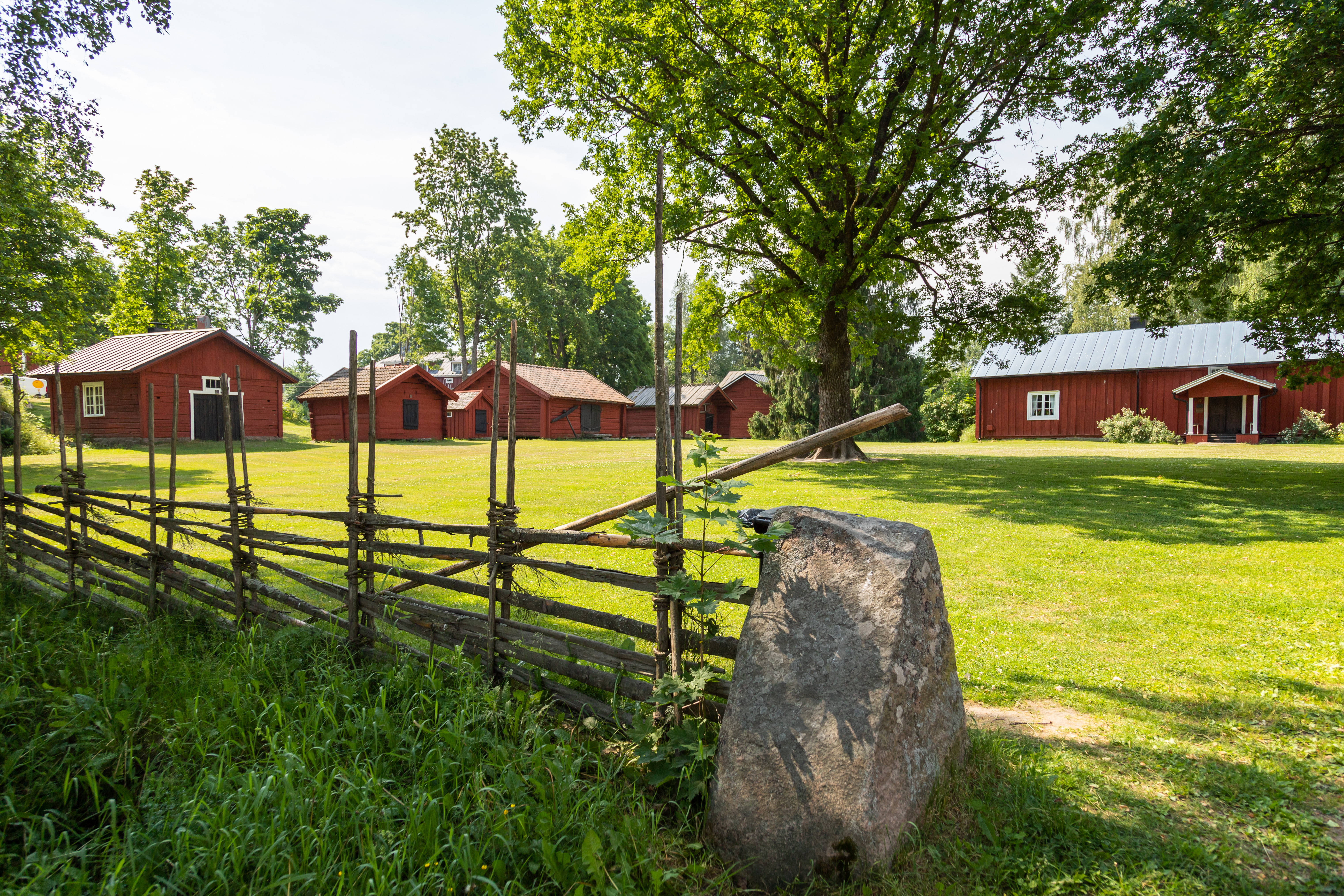
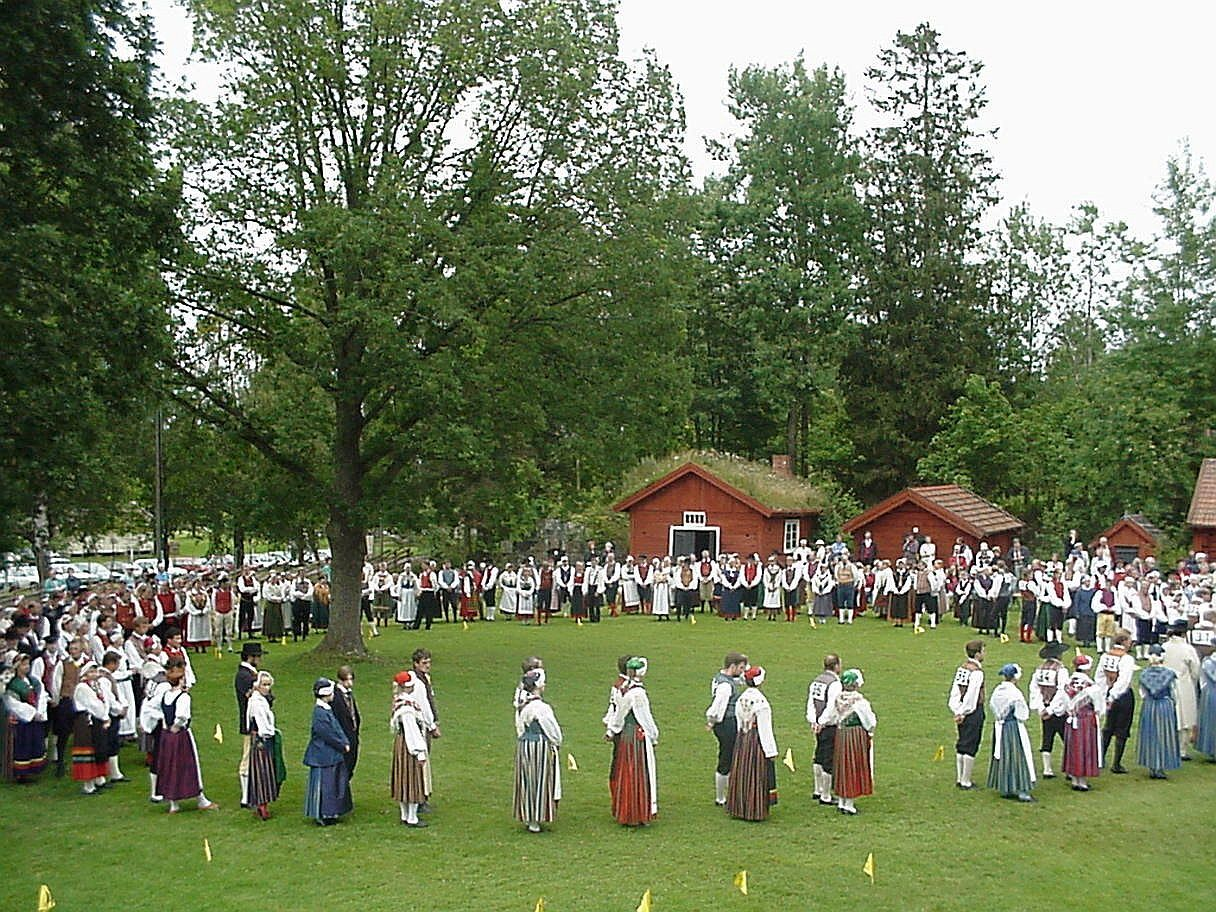
Ringdans
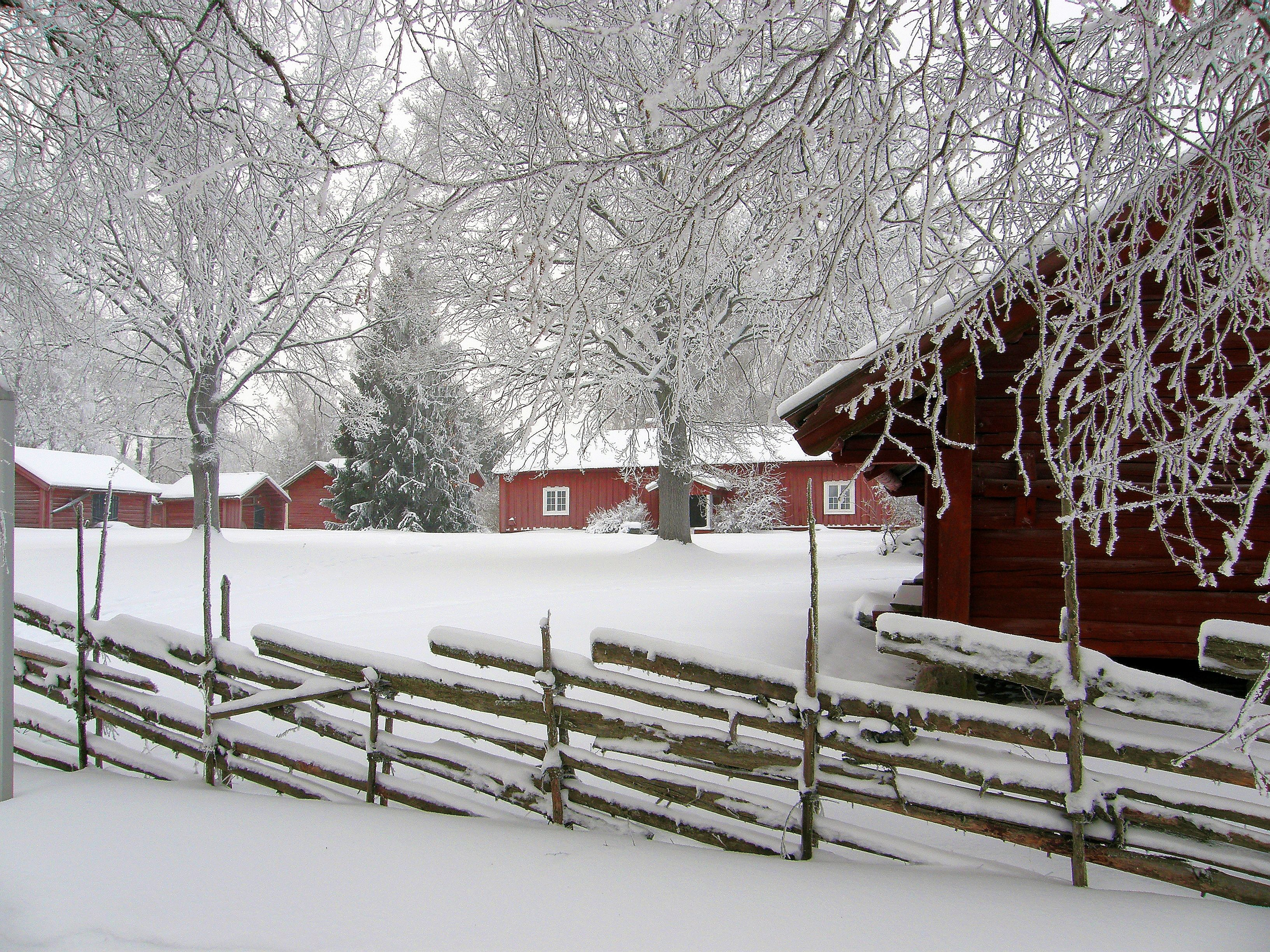
Vinter vid Gammelgården